# 1106 (numero)
Millecentosei (1106) è il numero naturale dopo il 1105 e prima del 1107.

## Proprietà matematiche
- È un numero pari.
- È un numero composto da 8 divisori: 1, 2, 7, 14, 79, 158, 533, 1106. Poiché la somma dei suoi divisori (escluso il numero stesso) è 814 < 1106, è un numero difettivo.
- È un numero sfenico.
- È un numero malvagio.
- È un numero intero privo di quadrati.
- È parte delle terne pitagoriche (1106, 3792, 3950), (1106, 6192, 6290), (1106, 43680, 43694), (1106, 305808, 305810).

## Astronomia
- 1106 Cydonia è un asteroide della fascia principale del sistema solare.
- NGC 1106 è una galassia nella costellazione del Perseo.

## Astronautica
- Cosmos 1106 è un satellite artificiale russo.